# Zwölf Morgen
Das Naturschutzgebiet Zwölf Morgen ist ein Naturschutzgebiet zwischen den Orten Wössingen und Wöschbach im Landkreis Karlsruhe in Baden-Württemberg.

## Schutzzweck
Schutzzweck ist laut Verordnung die Sicherung und Erhaltung eines extensiv genutzten Streuobstgebietes mit einem hohen Anteil alter Bäume und artenreicher Wiesen sowie ökologisch hochwertiger Hecken- und Waldrandbereiche als Lebensraum verschiedener, zum Teil seltener, spezialisierter und gefährdeter Tierarten.

## Namensgebung
Der Morgen ist ein altes Flächenmaß, welches in der Landwirtschaft verwendet wurde. Der Begriff stammt aus dem Mittelalter und ist heute durch die metrischen Flächeneinheiten abgelöst worden.